# Comuna Dubrava, Zagreb
Dubrava este o comună în cantonul Zagreb, Croația, având o populație de 5.245 de locuitori (2011).

## Demografie
Componența etnică a comunei Dubrava
     Croați (96,64%)
     Sârbi (1,33%)
     Necunoscut (0,17%)
     Neclasificat (1,51%)
Componența confesională a comunei Dubrava
     Catolici (93,73%)
     Ortodocși (2,38%)
     Fără religie și atei (1,56%)
     Necunoscută (1,64%)
     Alte religii (0,69%)
Conform recensământului din 2011, comuna Dubrava avea 5.245 de locuitori. Din punct de vedere etnic, majoritatea locuitorilor (96,64%) erau croați, cu o minoritate de sârbi (1,33%). Apartenența etnică nu este cunoscută în cazul a 0,17% din locuitori. Din punct de vedere confesional, majoritatea locuitorilor (93,73%) erau catolici, existând și minorități de ortodocși (2,38%) și persoane fără religie și atei (1,56%). Pentru 1,64% din locuitori nu este cunoscută apartenența confesională.